# Longville (Louisiana)
Longville ist eine Siedlung auf gemeindefreiem Gebiet im Beauregard Parish im US-amerikanischen Bundesstaat Louisiana. Zu statistischen Zwecken ist der Ort zu einem Census-designated place (CDP) zusammengefasst worden. Das U.S. Census Bureau hat bei der Volkszählung 2020 eine Einwohnerzahl von 545 ermittelt.

## Geografie
Longville liegt im Westen Louisianas, etwa 50 km östlich des die Grenze zu Texas bildenden Sabine River. Die geografischen Koordinaten von Longville sind 30°36′19″ nördlicher Breite und 93°13′55″ westlicher Länge.
Benachbarte Orte von Longville sind DeRidder (30,6 km nördlich), Dry Creek (21,8 km ostnordöstlich), Reeves (28,7 km südöstlich), Ragley (10,5 km südlich) und Singer (21,7 km westnordwestlich).
Die nächstgelegenen größeren Städte sind Shreveport (255 km nördlich), Louisianas Hauptstadt Baton Rouge (223 km östlich), Louisianas größte Stadt New Orleans (345 km in der gleichen Richtung), Lafayette (153 km ostsüdöstlich), Beaumont in Texas (115 km südwestlich) und Texas’ größte Stadt Houston (249 km in der gleichen Richtung).

## Verkehr
Der U.S. Highway 171 und der U.S. Highway 190 verlaufen in Nord-Süd-Richtung auf einem vierspurig ausgebauten gemeinsamen Streckenabschnitt als Hauptstraße durch Longville. Im Zentrum des Ortes erreicht der Louisiana Highway 110 mit der Einmündung in die Hauptstraße seinen östlichen Endpunkt. Alle weiteren Straßen sind untergeordnete Landstraßen, teils unbefestigte Fahrwege sowie innerörtliche Verbindungsstraßen.
Mit dem Flughafen Lake Charles befindet sich 61,6 km südlich der nächste Regionalflughafen. Die nächsten Großflughäfen sind der Louis Armstrong New Orleans International Airport (331 km östlich) und der George Bush Intercontinental Airport in Houston (237 km westsüdwestlich).

## Bevölkerung
Nach der Volkszählung im Jahr 2010 lebten in Longville 635 Menschen in 231 Haushalten, in denen statistisch je 2,75 Personen lebten.
Ethnisch betrachtet setzte sich die Bevölkerung zusammen aus 92,9 Prozent Weißen, 3,3 Prozent Afroamerikanern, 0,2 Prozent amerikanischen Ureinwohnern, 0,3 Prozent Asiaten sowie 0,8 Prozent aus anderen ethnischen Gruppen; 2,5 Prozent stammten von zwei oder mehr Ethnien ab. Unabhängig von der ethnischen Zugehörigkeit waren 3,5 Prozent der Bevölkerung spanischer oder lateinamerikanischer Abstammung.
29,0 Prozent der Bevölkerung waren unter 18 Jahre alt, 62,0 Prozent waren zwischen 18 und 64 und 9,0 Prozent waren 65 Jahre oder älter. 47,7 Prozent der Bevölkerung war weiblich.

Das mittlere jährliche Einkommen eines Haushalts lag bei 35.931 USD. Das Pro-Kopf-Einkommen betrug 28.508 USD. 2,1 Prozent der Einwohner lebten unterhalb der Armutsgrenze.